# Canalis tarsi
Der Canalis tarsi („Sprunggelenkskanal“) ist ein innerhalb des Sprunggelenks liegender knöcherner Tunnel. Er wird vom schräglaufenden Sulcus tali des Sprungbeins und dem Sulcus calcanei des Fersenbeins begrenzt. In Richtung des äußeren Fußrandes erweitert sich der Kanal am Außenknöchel trichterförmig zum Sinus tarsi. An dieser Stelle, hinter dem Bauch des Musculus extensor digitorum brevis, senkt sich die Haut in Form einer seichten Grube ein.

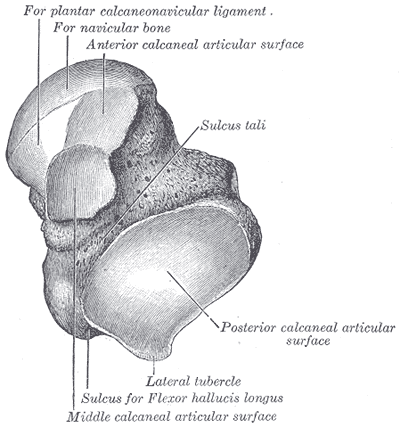
Linker Talus von unten und …
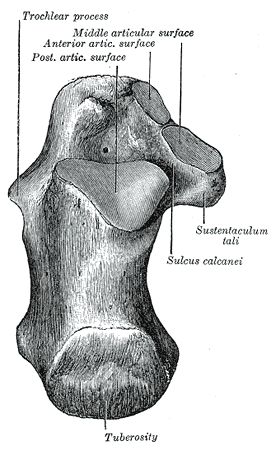
… linker Kalkaneus von oben. Die jeweiligen Sulci bilden den Canalis tarsi.
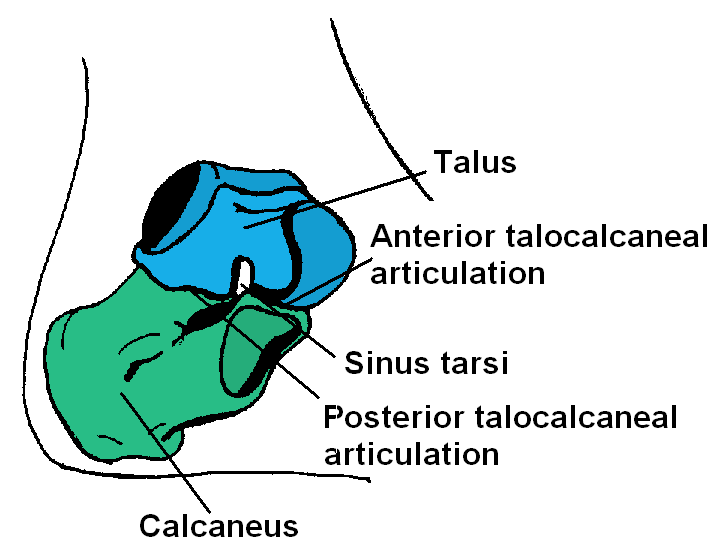
Subtalargelenk

Innerhalb des Canalis bzw. Sinus tarsi liegt das Ligamentum talocalcaneum interosseum, welches das untere Sprunggelenk stabilisiert. Im Bereich des Sinus tarsi setzt der außenseitige (laterale) Schenkel des unteren Streckmuskelhaltebands (Retinaculum musculorum extensorum inferius) an.
Akute oder chronische Überbeanspruchung des Sprunggelenks („Umknicken“) kann zu schmerzhaften entzündlichen Veränderungen führen, die als Canalis- oder Sinus-tarsi-Syndrom bezeichnet werden.